# Arda (rivier in Thracië)
De Arda (Bulgaars: Арда, Grieks: Άρδας, Ardas, Latijn: Artiscus) is een 290 kilometer lange rivier in Thracië, die loopt door Zuid-Bulgarije en Noord-Griekenland. De Arda ontspringt in het Rodopegebergte in Bulgarije, stroomt oostwaarts en mondt uit in de Maritsa.
- Nationale Bibliotheek van Tsjechië: ge559488
- Virtual International Authority File: 242271745